# Carex flagellifera
Carex flagellifera är en halvgräsart som beskrevs av John William Colenso. Carex flagellifera ingår i släktet starrar, och familjen halvgräs. Inga underarter finns listade i Catalogue of Life.

## Bildgalleri

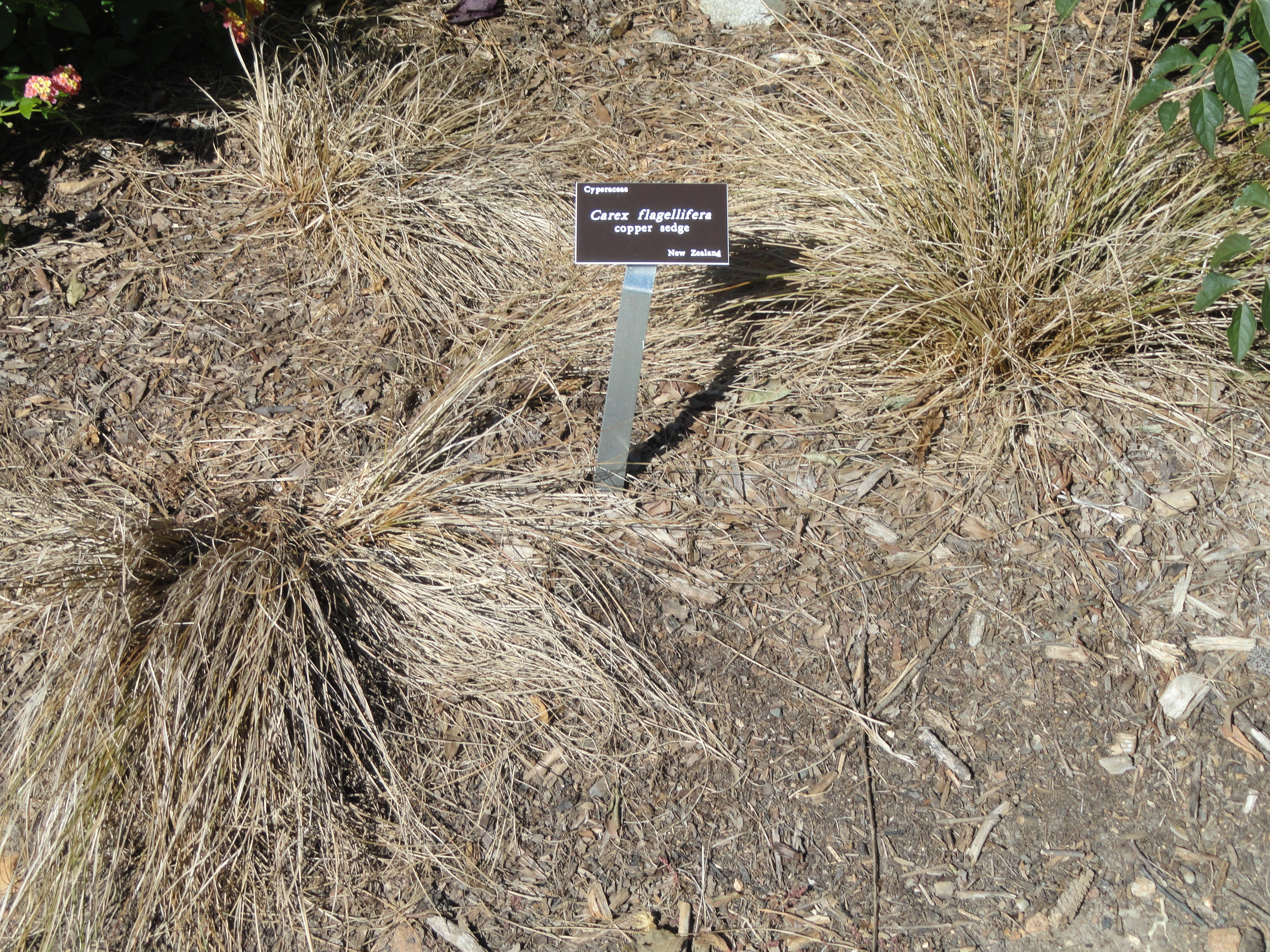